# Diana Matheson
Diana Beverly Matheson (Mississauga, Ontario, Canadá; 6 de abril de 1984) es una exfutbolista canadiense. Jugó como centrocampista en muchos equipos y la selección femenina de fútbol de Canadá.

## Clubes
| Club                | País           | Año       |
| ------------------- | -------------- | --------- |
| LSK Kvinner FK      | Noruega        | 2008-2010 |
| Washington Spirit   | Estados Unidos | 2013-2016 |
| Seattle Reign F. C. | Estados Unidos | 2017      |
| Utah Royals         | Estados Unidos | 2018-2020 |
| Kansas City NWSL    | Estados Unidos | 2021      |

## Palmarés

### Campeonatos internacionales
| Título           | Equipo              | Sede           | Año  |
| ---------------- | ------------------- | -------------- | ---- |
| Juegos Olímpicos | Selección de Canadá | Londres        | 2012 |
| Juegos Olímpicos | Selección de Canadá | Río de Janeiro | 2016 |